# Kandydaci w prawyborach prezydenckich Partii Demokratycznej w 2016 roku
Ten artykuł zawiera listę kandydatów związanych z prawyborami Partii Demokratycznej poprzedzającymi wybory prezydenckie w Stanach Zjednoczonych w 2016 roku.

## Główni kandydaci
Osoby wymienione poniżej oficjalnie ogłosili swoją kandydaturę lub zostali zapisani jako kandydaci w Federal Election Commission (FEC) (w celach innych, niż badawcze) i byli brani pod uwagę przynajmniej w jednym sondażu ogólnokrajowym.

### Kandydaci występujący na listach kandydatów w całym kraju
| Kandydat        | Data i miejsce urodzenia               | Dotychczasowe stanowiska | Stan      | Ogłoszenie kandydatury | Logo |
| --------------- | -------------------------------------- | --- | --------- | ---------------------- | ---- |
| Hillary Clinton | 26 października 1947 Chicago, Illinois | 67. Sekretarz stanu Stanów Zjednoczonych (2009–2013) Kandydatka w prawyborach Partii Demokratycznej w 2008 roku Senator z Nowego Jorku (2001–2009) Pierwsza dama USA (1993–2001) | Nowy Jork | 12 kwietnia 2015       |      |
| Bernie Sanders  | 8 września 1941 Brooklyn, Nowy Jork    | Senator ze stanu Vermont (od 2007) Reprezentant w kongresie USA z Vermont (1991–2007) Burmistrz Burlington, Vermont (1981–1989)                                                  | Vermont   | 30 kwietnia 2015       |      |

### Kandydaci, którzy wycofali się w trakcie prawyborów
Osoba wymieniona poniżej występowała na listach kandydatów we wszystkich stanach, ale wycofał swoją kandydaturę po prawyborach w Iowa.
| Kandydat        | Data i miejsce urodzenia    | Dotychczasowe stanowiska            | Stan     | Ogłoszenie kandydatury | Ogłoszenie wycofania kandydatury | Logo |
| --------------- | --------------------------- | ----------------------------------- | -------- | ---------------------- | -------------------------------- | ---- |
| Martin O’Malley | 18 stycznia 1963 Waszyngton | 61. Gubernator Maryland (2007–2015) | Maryland | 30 maja 2015           | 1 lutego 2016                    |      |

### Kandydaci, którzy wycofali się przed wyborami
Następujące osoby wycofały się przed prawyborami, choć niektórzy z nich otrzymali głosy jako kandydaci dopisani do listy.
| Kandydat        | Data i miejsce urodzenia                     | Dotychczasowe stanowiska                       | Stan          | Ogłoszenie kandydatury | Ogłoszenie wycofania kandydatury | Logo |
| --------------- | -------------------------------------------- | ---------------------------------------------- | ------------- | ---------------------- | -------------------------------- | ---- |
| Lawrence Lessig | 3 czerwca 1961 Rapid City, Dakota Południowa | Profesor prawa na Harvard Law School (od 2009) | Massachusetts | 6 września 2015        | 2 listopada 2015                 |      |
| Lincoln Chafee  | 26 marca 1953 Providence, Rhode Island       | 74. Gubernator Rhode Island (2011–2015)        | Rhode Island  | 3 czerwca 2015         | 23 października 2015             |      |
| Jim Webb        | 9 lutego 1946 St. Joseph, Missouri           | Senator ze stanu Wirginia (2007–2013)          | Wirginia      | 2 lipca 2015           | 20 października 2015             |      |

## Inni kandydaci

### Inni kandydaci znajdujący się na listach w wielu stanach
Wymienieni poniżej kandydaci znajdowali się na liście kandydatów w więcej, niż jednym stanie. Nie byli brani pod uwagę w żadnym sondażu ogólnokrajowym i nie brali udziału w debatach wyborczych.
- Steve Burke[26][27][28]
- Rocky De La Fuente[29][30][31]
- Henry Hewes[26][27]
- Keith Russell Judd[27][32]
- Star Locke[26][33][34]
- Michael Steinberg[27][35][36]
- James Valentine[37]
- Willie Wilson[27][38][39]
- John Wolfe Jr.[27][40]

### Inni kandydaci znajdujący się na listach w jednym stanie
Michele Ann Touchett Gess ze stanu Wisconsin znalazła się na liście kandydatów tylko w stanie Montana.
Lawrence "Larry Joe" Cohen ze stanu Illinois znalazł się na liście kandydatów tylko w stanie Illinois.
Mark Stewart ze stanu New Hampshire znalazł się na liście kandydatów tylko w stanie Rhode Island.
Następujący kandydaci znaleźli się na listach tylko w stanie New Hampshire:
- Jon Adams[44]
- Brock C. Hutton[44]
- Eric Elbot[44]
- William D. French[44]
- Mark Stewart Greenstein[44]
- Lloyd Kelso[44]
- Robert Lovitt[44]
- Edward T. O’Donnell Jr.[44]
- Steven Roy Lipscomb[44]
- William H. McGaughey Jr.[44]
- Raymond Michael Moroz[44]
- Graham Schwass[44]
- Sam Sloan[44]
- Edward Sonnino[44]
- David John Thistle[44]
- Edward T. O’Donnell Jr.[44]
- Vermin Supreme[44]
- Richard Lyons Weil[44]

### Kandydaci, którzy nie dostali się na żadną listę kandydatów
Ponad tysiąc osób zgłosiło swoją kandydaturę na urząd prezydenta do Federalnej Komisji Wyborczej. Wśród nich byli między innymi:
- Jeff Boss – wielokrotny kandydat i działacz 9/11 Truth movement[45]
- Harry Braun – konsultant energetyczny[46][47]
- David Mills – autor publikacji naukowych[48]
- Robby Wells – trener drużyny futbolu amerykańskiego Savannah State University[49][50]

## Potencjalne kandydatury

### Rozważane
Wymienione poniżej osoby były obiektem spekulacji medialnych i politycznych odnośnie do potencjalnych kandydatur. Osoby te albo oficjalnie nie odniosły się do tych spekulacji albo naprawdę rozważały start w wyborach, ale ostatecznie nie zgłosili swojej kandydatury do FEC.
- Mike Beebe, gubernator Arkansas w latach 2007–2015; prokurator generalny Arkansas 2003–2007[51][52]
- Steve Beshear, gubernator Kentucky w latach 2007–2015; zastępca gubernatora Kentucky w latach 1983–1987; prokurator generalny Kentucky1w latach980–1983[53][54]
- Michael Bloomberg, burmistrz Nowego Jorku w latach 2002–2013; dyrektor generalny i założyciel Bloomberg L.P. od 1981 roku[55][56]
- Jerry Brown, gubernatorzy Kalifornii od 2011 roku i w latach 1975-1983; kandydat na prezydenta w wyborach w roku 1976, 1980, and 1992[57][58]
- Steve Bullock, gubernator Montany od 2013 roku; prokurator generalny Montany w latach 2009–2013[59][60][61]
- Russ Feingold, kandydat do senatu ze stanu Wisconsin w roku 2016; Specjalny reprezentant USA przy Afrykańskich Wielkich Jeziorach w latach 2013–2015; Senator ze stanu Wisconsin w latach 1993–2011[59][62]
- Al Gore, wiceprezydent Stanów Zjednoczonych w latach 1993–2001; kandydat na prezydenta w 2000 roku; senator ze stanu Tennessee w latach 1985–1993[63][64]
- Christine Gregoire, gubernator Waszyngtonu w latach 2005–2013; prokurator generalny Waszyngtonu w latach 1993–2005[65][66]
- Luis Gutiérrez, członek Izby Reprezentantów ze stanu Illinois od 1993 roku; członek Rady Miejskiej Chicago w latach 1986–1992[67][68]
- Kamala Harris, kandydat na senatora ze stanu Kalifornia w 2016 roku; prokurator generalny Kalifornii od 2011 roku[66][69]
- Maggie Hassan, gubernator New Hampshire od 2013 roku[60][70]
- Gary Locke, ambasador Stanów Zjednoczonych w Chinach w latach 2011–2014; sekretarz handlu Stanów Zjednoczonych w latach 2009–2011; gubernator Waszyngtonu w latach 1997–2005[71][72]
- Jack Markell, gubernator Delaware od 2009 roku; skarbnik Delaware w latach 1993–2009[73][74]
- William H. McRaven, emerytowany admirał i były dowódca Operacji Specjalnych[75][76]
- Jay Nixon, gubernator Missouri od 2009 roku; Prokurator generalny Missouri w latach 1993–2009[77][78]
- George Noory. prezenter radiowy[79]
- Michelle Obama, Pierwsza dama USA od 2009 roku[80][81]
- Ed Rendell, gubernator Pensylwanii w latach 2003–2011; burmistrz Filadelfii w latach 1992–2000[82]
- Kathleen Sebelius, sekretarz zdrowia i opieki społecznej Stanów Zjednoczonych w latach 2009–2014; gubernator Kansas w latach 2003–2009[59][65]
- Paul Strauss, tak zwant Shadow Senator z Dystryktu Kolumbii od 1997 roku[83][84]
- Antonio Villaraigosa, burmistrz Los Angeles w latach 2005–2013[59][85]
- Tom Wolf, gubernator Pensylwanii od 2015 roku; sekretarz przychodów Pensylwanii w latach 2007–2008[53][54]

### Publicznie zaprzeczone
Wymienione poniżej osoby były obiektem spekulacji medialnych odnośnie do potencjalnych kandydatur, ale oficjalnie zaprzeczyły, że zamierzają wystartować w wyborach prezydenckich w 2016 roku.
- Tammy Baldwin, senator ze stanu Wisconsin od 2013 roku; członek Izby Reprezentantów ze stanu Wisconsin w latach 1999–2013[86]
- Evan Bayh, senator ze stanu Indiana w latach 1999–2011; Gubernator Indiany w latach 1989–1997 (poparł Hillary Clinton)[87]
- Michael Bennet, senator ze stanu Kolorado od 2009 roku; Kurator oświaty w Denver w latach 2005–2009 (poparł Hillary Clinton)[88]
- Joe Biden, wiceprezydenci Stanów Zjednoczonych od 2009 roku, U.S.; senator ze stanu Delaware w latach 1973-2009; kandydat na prezydenta w wyborach w 1988 i 2008 roku[89]
- Cory Booker, senator z New Jersey od 2013 roku, burmistrz Newark w latach 2006–2013 (poparł Hillary Clinton)[90]
- Sherrod Brown, senator z Ohio od 2007 roku; członek Izby Reprezentantów z Ohio w latach 1993–2007; sekretarz stanu Ohio w latach 1983–1991[91] (poparł Hillary Clinton)[92]
- Joaquín Castro, członek Izby Reprezentantów z Teksasu od 2013 roku (poparł Hillary Clinton)[93]
- Julian Castro, sekretarz Budownictwa Mieszkaniowego i Urbanizacji Stanów Zjednoczonych od 2014 roku; burmistrz San Antonio w latach 2009–2014[94][95]
- George Clooney, aktor z Kalifornii[96]
- Andrew Cuomo, gubernator Nowego Jorku od 2011 roku; prokurator generalny Nowego Jorku w latach 2007–2010; sekretarz Budownictwa Mieszkaniowego i Urbanizacji Stanów Zjednoczonych w latach 1997–2001[97]
- Howard Dean, szef Krajowego Komitetu Partii Demokratycznej w latach 2005–2009; gubernator Vermont w latach 1991–2003; kandydat na prezydenta w 2004 roku (poparł Hillary Clinton)[98]
- Bill de Blasio, burmistrz Nowego Jorku od 2014 roku; ombudsman Nowego Jorku w latach 2010–2013; radny Nowego Jorku w latach 2002–2009[99][100] (poparł Hillary Clinton)[101]
- Rahm Emanuel, burmistrz Chicago od 2011 roku; szef personelu Białego Domu w latach 2009–2010; członek Izby Reprezentantów Illinois w latach 2003–2009 (poparł Hillary Clinton)[102]
- Al Franken, senator z Minnesoty od 2009 roku (poparł Hillary Clinton)[86]
- Kirsten Gillibrand, senator z Nowego Jorku od 2009 roku; członek Izby Reprezentantów z Nowego Jorku w latach 2007–2009 (poparł Hillary Clinton)[103]
- Martin Heinrich, senator z Nowego Meksyku od 2013 roku; członek Izby Reprezentantów z Nowego Jorku w latach 2009–2013 (poparł Hillary Clinton)[86]
- John Hickenlooper, gubernator Kolorado od 2011 roku; burmistrz Denver w latach 2003–2011[104]
- Tim Kaine, senator ze stanu Wirginia od 2013 roku; gubernator Wirginii w latach 2006–2010 (poparł Hillary Clinton)[86]
- John Kerry, sekretarz Stanu Stanów Zjednoczonych od 2013 roku; senator ze stanu Massachusetts w latach 1985–2013; kandydat na prezydenta w 2004 roku[105]
- Amy Klobuchar, senator ze stanu Minnesota od 2007 roku (poparł Hillary Clinton)[86]
- Dennis Kucinich, członek Izby Reprezentantów z Ohio w latach 1997–2013; kandydat na prezydenta w 2004 i 2008 roku; burmistrz Cleveland w latach 1977–1979[106]
- Dannel Malloy, gubrtnator Connecticut od 2011 roku; burmistrz Stamford w latach 1995–2011[107]
- Joe Manchin, senator ze stanu Wirginia Zachodnia od 2010 roku, gubernator Wirginii Zachodniej w latach 2005–2010 (poparł Hillary Clinton)[108]
- Claire McCaskill, senator ze stanu Missouri od 2007 roku; rewident księgowy Missouri w latach 1999–2007 (poparł Hillary Clinton)[86]
- Chris Murphy, senator ze stanu Connecticut od 2013 roku; członek Izby Reprezentantów z Connecticut w latach 2007–2013[109] (poparł Hillary Clinton)
- Janet Napolitano, kierowniczka University of California od 2013 roku; sekretarz bezpieczeństwa krajowego Stanów Zjednoczonych w latach 2009–2013; gubernator Arizony w latach 2003–2009 (poparła Hillary Clinton)[110]
- Deval Patrick, gubernator Massachusetts w latach 2007–2015[111][112]
- Kasim Reed, burmistrz Atlanty od 2010 roku[113]
- Robert Reich, sekretarz pracy Stanów Zjednoczonych w latach 1993–1997 (poparł Berniego Sandersa)[114][115]
- Howard Schultz, prezes i dyrektor generalny Starbucks od 1988 roku[116]
- Brian Schweitzer, gubernator Montany w latach 2005–2013 (poparł Martina O’Malley)[117]
- Jeanne Shaheen, senator ze stanu New Hampshire since 2009; gubernator New Hampshire w latach 1997–2003 (poparł Hillary Clinton)[118]
- Mark Warner, senator ze stanu Wirginia od 2009 roku; gubernator Wirginii w latach 2002–2006 (poparł Hillary Clinton)[118]
- Elizabeth Warren, senator ze stanu Massachusetts od 2013 roku; specjalny doradca prezydenta Stanów Zjednoczonych w latach 2010–2011[119][120]